# Acer sichourense
Acer sichourense là một loài thực vật có hoa trong họ Bồ hòn. Loài này được (W.P.Fang & M.Y.Fang) W.P.Fang mô tả khoa học đầu tiên năm 1979.